# Enemigo íntimo (serie de televisión)
Enemigo íntimo es una serie de televisión de drama criminal estadounidense producida por Argos Comunicación y Telemundo Global Studios para Telemundo.
Está protagonizada por Raúl Méndez, Fernanda Castillo, y Matías Novoa.
El 7 de mayo de 2018, Telemundo confirmó que la serie había quedado abierta para una segunda temporada.

## Trama

### Primera temporada
La serie sigue la historia de dos hermanos que presencian el asesinato de sus padres en manos de uno de los cárteles de la droga más grande en México, después de este asesinato, Roxana Rodiles (Fernanda Castillo), la hermana menor de Alejandro Ferrer (Raúl Méndez) es secuestrada y 25 años después, Alejandro Ferrer, convertido ahora el capitán de la Policía Federal de México solo busca venganza contra los narcos que destruyeron a su familia. Roxana quien luego de estar desaparecida 25 años, ignora que su hermano es Alejandro Ferrer e ingresa a un negocio de compra y venta de diamantes. Sin embargo, todo esto se acaba cuando la Interpol silenciosamente sigue el rastro de un dinero que iba a ser entregado y, luego de ser detenida e interrogada, Roxana ingresa en la cárcel de Las Dunas, un internado con características casi únicas en todo México, ya que en el albergan simultáneamente, aunque en diferentes pabellones, hombres y mujeres privados de libertad por ser acusados o condenados por múltiples crímenes. Alejandro se encarga de enviar a Daniel Laborde (Matías Novoa), como un agente infiltrado que intentará enamorarse de Roxana para obtener información. Su misión: ganarse la confianza de Roxana, enamorarla y rendirla hasta sacarle toda la información posible acerca del cartel. Pero las cosas se complican cuando Daniel se enamora de Roxana y cambia de bando, poniendo en riesgo la operación y las vidas de Daniel y Roxana.
Cuando se trata de un Enemigo Íntimo, matar o dejar vivir al enemigo son dos caras de la misma moneda.

### Segunda temporada
Una misteriosa avioneta es percibida por los radares de la Unidad Antidrogas en una desértica pista en las afueras de Chihuahua, en México. De la misma desciende Roxana Rodiles, alias «el Profesor». Al pisar tierra firme, se prepara para emprender una de las misiones más importantes de su trayectoria: huir con Daniel, alias «el Tilapia», que resultó vivo tras el mortal ataque del Berebere en la hacienda de don Nemesio Rendón.
Por su lado, Alejandro Ferrer, que está empecinado en capturar al Profesor tras enterarse de que los une la misma sangre, organiza un explosivo operativo para sorprender a Roxana y a Daniel. Próximos a huir y que consuman su amor, un trágico suceso hace que Alejandro acabe con la felicidad de Roxana, lo que la hace huir y reorganizar el cartel Mil Cumbres fuera de México.
Dos años después, en Vigo, España, Roxana se encuentra en la cúspide de su fama y fortuna. El poseer un extravagante y aterciopelado cabello rojizo, no ha sido impedimento para que mantenga su clandestinidad al operar en el puerto de Vigo y exportar su mercancía, de la mano del Pichileiro (Luis Zahera) y sus hombres de confianza: Ricardo (Ruy Senderos) y Alan (Jorge Gallegos). A su vez, el Berebere tiene en su custodia a la Puma, y amenaza a Roxana con desaparecerla para demostrarle que él es el verdadero heredero de don Nemesio. En un operativo con la Unidad Antidrogas, la Puma es rescatada y vuelve a Las Dunas gracias a Alejandro.
El negocio del Profesor empieza a tambalear cuando se convierte en la criminal más buscada de España. Aunque esto no la detiene, pues un nuevo aliado se cruza en su camino: Martín Ustariz (Aitor Luna), un hombre elegante, calculador y manipulador. Los dos, rey y reyna, moverán sus fichas y los peones para confabular una millonaria sociedad. Asimismo, Roxana se ve obligada a huir de Vigo luego de encontrarse con Alejandro. La siguiente ficha a mover es la jugada que Roxana le imparte a Alejandro al pactar un trato con el gobierno mexicano que la hace regresar a Las Dunas, el reclusorio mixto que la vio madurar como una líder suprema. Dentro, Roxana se encuentra con nuevas y viejas amistades, y continuará manejando su reinado ambiciosamente para hacer crecer su prestigio y fortuna. Esta estrategia que da rienda a la implacable y colosal guerra entre los hermanos Ferrer, ahora convertidos en peores enemigos, le hace confirmarle a Roxana que, «Hay gente que está unida por la sangre... y eso nos amenaza con la muerte».

## Reparto

### Reparto principal
- Raúl Méndez como Alejandro Ferrer[5]
- Fernanda Castillo como Roxana Rodiles Gallardo
- Matías Novoa como Daniel Laborde / Eduardo Tapia Garcia "El Tilapia" (principal, temporada 1; invitado, temporada 2)
- Rafael Sánchez Navarro como Leopoldo Borges (temporada 1)
- Guillermo Quintanilla como Anselmo López "Guillotina" (temporada 1)
- Leonardo Daniel como Comandante David Gómez (principal, temporada 1; invitado, temporada 2)
- Otto Sirgo como Nemesio Rendón (temporada 1)
- Aitor Luna como Martín Ustariz (temporada 2)[6]
- Irán Castillo como Carmen Govea (temporada 2)[6]

### Reparto recurrente
- Alejandro Speitzer como Luis Rendón "El Berebere" (recurrente, temporada 1; invitado, temporada 2)
- Armando Hernández como Héctor Fernández "El Colmillo" (temporada 1)
- Samadhi Zendejas como María Antonia Reyes "Mamba" (temporada 1)[7]
- Valentina Acosta como Olivia Reyes (recurrente, temporada 1; invitada, temporada 2)
- Itahisa Machado como Marimar Rubio (temporada 1)
- Elvira Monsell como Zoraida (temporada 1)
- Mayra Rojas como Clarisa (temporada 1)
- Alpha Acosta como Minerva Zambrano (temporada 1)
- Mar Zamora como Ochún (temporada 1)
- María del Carmen Félix como Ana Mercedes Calicio "La Puma"
- Mauricio Rousselon como Robaldo Bolado "El Bowser" (temporada 1)
- Natalia Benvenuto como Puki (temporada 1)
- Alan Ciangherotti como Bernardo Rendón "El Buitre" (temporada 1)
- Tania Niebla como Tamara (temporada 1)
- Miguel René Moreno como Gabriel Puenzo (temporada 1)
- René García como Priamo Cabrales (temporada 1)
- Francisco Calvillo como Rafael Mantilla Moreno "El Patojo" (temporada 1)
- Diego Soldano como Federico Montalvo (temporada 1)
- Flavio Peniche como Pedro Bencomo Saldivia "Sanson" (temporada 1)
- Sandra Benhumea como Lula Pineda (temporada 1)
- Rafael Nieves como Carlos Muñán (temporada 1)
- Mónica Jiménez como Eladia Cornejo (temporada 1)
- Iván Aragón como Juan Romero "El Chamaco" (temporada 1)
- Jean Paul Leroux como Ángel Cordero (temporada 1)
- Roberto Uscanga como Fermín Pedraza "El Cristero" (temporada 1)
- Eduardo Reza como Gibrán Mendiola (temporada 1)
- Pedro González como Julián "El Turco" (temporada 1)
- Javier de la Vega como "Agente Trevor" (temporada 1)
- Orlando Santana como “El colibrí”

(temporada 1)
- Manuel Ojeda como Jesús Pizarro (temporada 2)[6]
- Elyfer Torres como Alicia García (temporada 2)[6]
- Luis Alberti como Javier Rivera (temporada 2)[6]
- Tiago Correa como Diego Lozano (temporada 2)[6]
- Germán Bracco como Manuel Salas (temporada 2)[6]
- Amaranta Ruiz como Gladys Bernal "La Mariscala" (temporada 2)[6]
- Erick Chapa como Arturo Morillo (temporada 2)[6]
- Yuvanna Montalvo como Karla Padilla (temporada 2)[6]
- Arturo García Tenorio como Díaz (temporada 2)[6]
- Claudette Maillé como Elisa Torres (temporada 2)[6]
- Hector Kotsifakis como Héctor Moreno "El Sargento" (temporada 2)[6]
- Ruy Senderos como Ricardo Medina (temporada 2)[6]
- Julio Casado como Fernando Ortega "El Habanero" (temporada 2)[6]
- Jorge Gallegos como Alan Rodríguez (temporada 2)[6]
- Luis Zahera como El Gallego (temporada 2)[6]
- Tony Plana como Santilla (temporada 2)[6]

## Episodios
| Temporada | Temporada | Episodios | Episodios | Emisión original      | Emisión original         |
| Temporada | Temporada | Episodios | Episodios | Primera emisión       | Última emisión           |
| --------- | --------- | --------- | --------- | --------------------- | ------------------------ |
|           | 1         | 53        | 53        | 21 de febrero de 2018 | 7 de mayo de 2018        |
|           | 2         | 60        | 60        | 22 de junio de 2020   | 21 de septiembre de 2020 |

### Audiencia
| Temporada | Horario (ET/CT)         | Episodios | Primera emisión       | Primera emisión      | Última emisión           | Última emisión       | Prom. de espectadores (millones) |
| Temporada | Horario (ET/CT)         | Episodios | Fecha                 | Audiencia (millones) | Fecha                    | Audiencia (millones) | Prom. de espectadores (millones) |
| --------- | ----------------------- | --------- | --------------------- | -------------------- | ------------------------ | -------------------- | -------------------------------- |
| 1         | lunes a viernes 10pm/9c | 53        | 21 de febrero de 2018 | 1.72                 | 7 de mayo de 2018        | 1.63                 | 1.46                             |
| 2         | lunes a viernes 10pm/9c | 60        | 22 de junio de 2020   | 0.96                 | 21 de septiembre de 2020 | 1.19                 | 0.81                             |